# Pierino Baffi

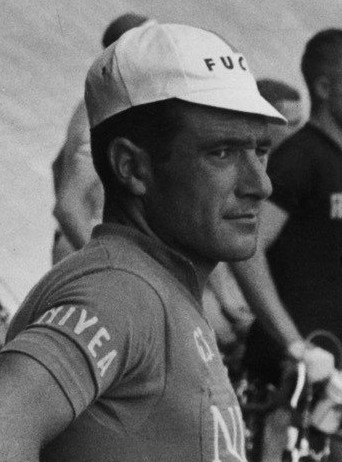
Pierino Baffi (1956)

Pierino Baffi (* 15. September 1930 in Vailate; † 27. März 1985 in Bergamo) war ein  italienischer Radrennfahrer.
Pierino Baffi war von 1953 bis 1966 Profi. 1954 fuhr er beim Großen Preis von Cremona das erste Mal als Berufsfahrer in einem Rennen als Sieger über den Zielstrich. Sein größter Erfolg war es, in einem Jahr – 1958 – Etappen in allen drei großen Rundfahrten (Tour de France, Giro d’Italia und Vuelta a España) zu gewinnen. Dieses Kunststück schafften bislang (Stand Juli 2018) außer ihm nur Miguel Poblet 1956 und Alessandro Petacchi im Jahre 2003. Insgesamt sechsmal startete Baffi bei der Tour, seine beste Platzierung in der Gesamtwertung war Rang 23 bei der Tour 1957. 1956 entschied er den Giro di Romagna für sich, 1960 den Giro dell’Emilia. Je zweimal gewann er das Rennen Milano–Mantova (1959 und 1962), sowie den Trofeo Matteotti (1962 und 1963). Insgesamt konnte er 55 Siege als Berufsfahrer für sich bilanzieren.
Pierino Baffi war der Vater des Radrennfahrers Adriano Baffi.